# Eruzione dell'Etna del 2001
L'eruzione dell'Etna del 2001 è stata la prima grande eruzione "eccentrica" del vulcano Etna del terzo millennio con forte attività stromboliana ai crateri sommitali. 

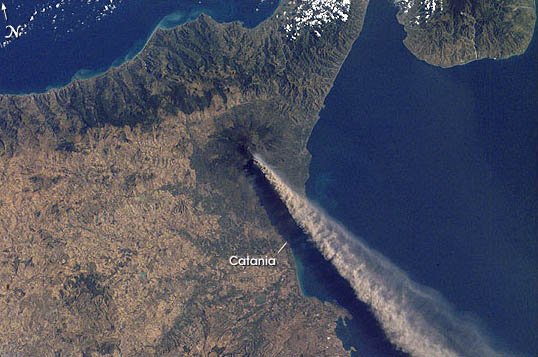
La colonna di ceneri vista dalla stazione spaziale il 22 luglio 2001

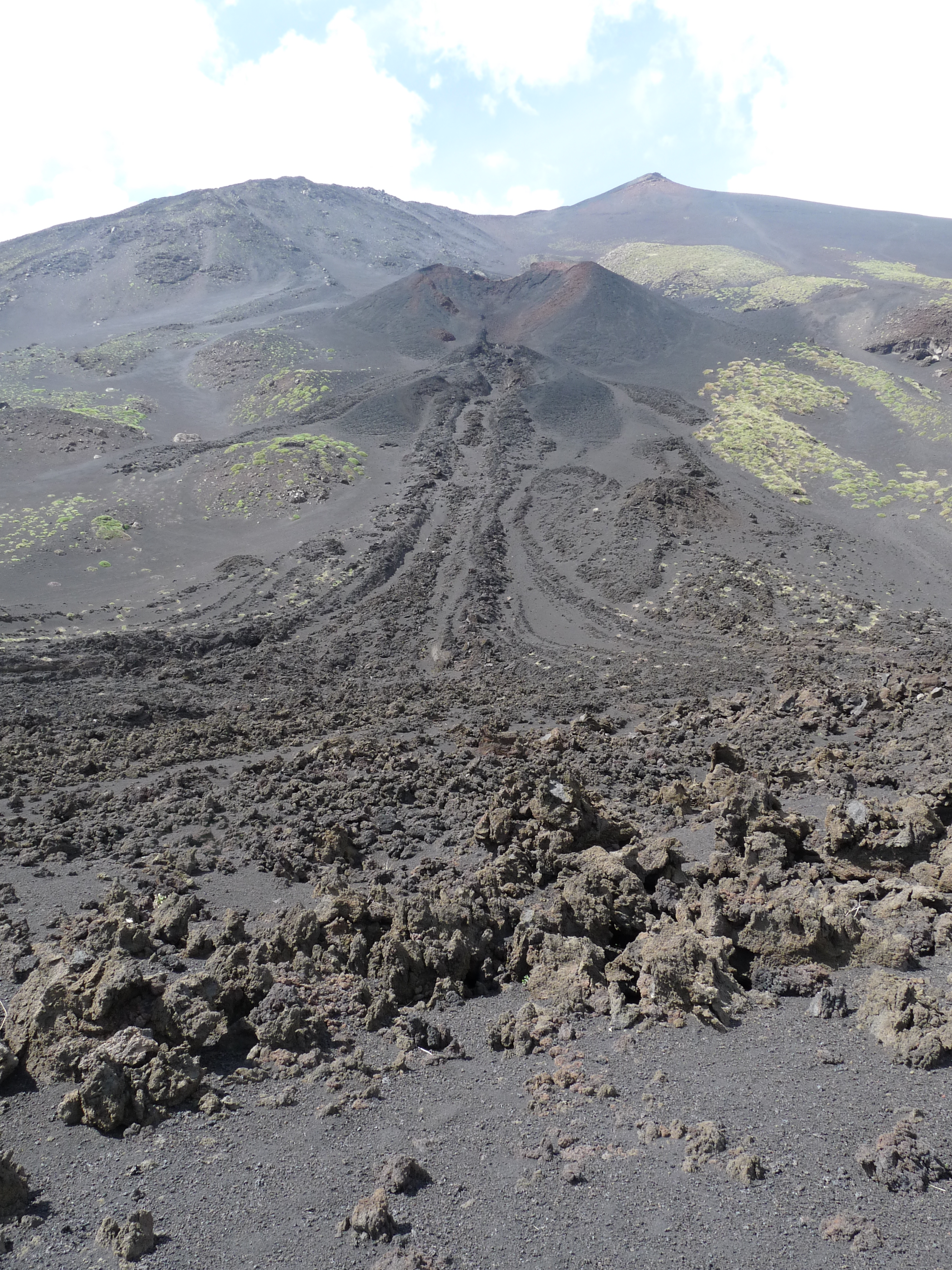
Frattura sul fianco meridionale e traccia della colata

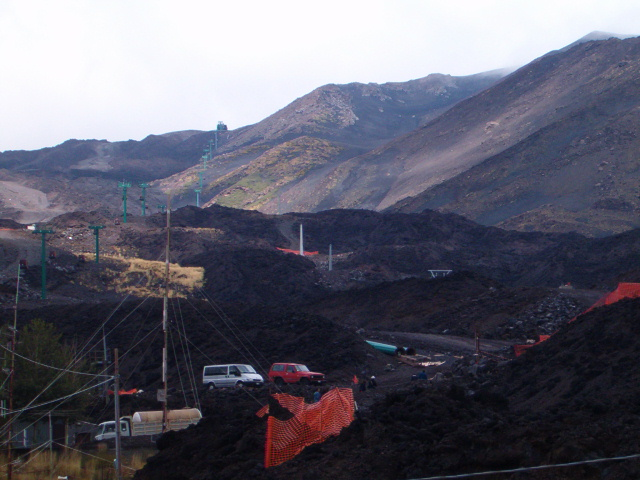
Lavori di ripristino delle infrastrutture della funivia nel 2004; il colore scuro delle lave distingue il campo lavico recente del 2001

Il cratere di sud-est, durante il primo semestre dell'anno, fu interessato da attività da una bocca laterale soprannominata "il Levantino", prima a carattere emissivo, poi anche parossistico di intensità crescente fino a divenire violenta il 13 luglio. Le sue fontane di lava raggiunsero altezze notevoli.

## Storia dell'evento eruttivo
L'attività del vulcano negli anni precedenti, successivi all'eruzione del 1991-93, evidenziava l'alimentazione magmatica in atto, che solo in parte minore raggiungeva la superficie, mentre gli accumuli che si stavano formando facevano rigonfiare la montagna in modo significativo.

### Prodromi
Tra il 13 e il 17 del mese di luglio forti sciami sismici annunciarono la risalita del magma. Furono registrati dalla strumentazione (ma in alcuni casi anche avvertiti dalla popolazione) circa 2600 eventi sismici. Profonde fratture si aprirono nello stesso periodo a Pian del Lago, sopra la Montagnola.

### Successione delle fratture eruttive
L'eruzione ebbe inizio nella notte tra il 17 e il 18 luglio sul versante meridionale, alla base del cratere di SE, a quota circa 2950 m s.l.m. con attività stromboliana ed effusiva; successivamente tra i 2890 e i 2690 m di quota una frattura iniziò ad emettere una colata lavica attraverso il Piano del Lago verso gli impianti turistici posti più a sud (funivia, rifugio e stazione sciistica).
Il 18 luglio una nuova frattura, la quarta, più in basso a 2100 m di quota e in direzione NS tra la Montagnola e i Monti Calcarazzi iniziò ad emettere una colata lavica che avanzava pericolosamente verso il grande posteggio posto fra il Rifugio Sapienza ed i Monti Silvestri invadendolo e, dopo aver interrotto la SP 92 continuò il suo avanzamento verso l'abitato di Nicolosi. Una caratteristica di questa colata che balzò agli occhi degli studiosi fu la differente composizione delle lave ricche di rocce sedimentarie incluse e di minerale anfibolo. Già la sera dello stesso giorno la colata aveva raggiunta la quota di 1800 m.
- 19 luglio: si aprì una quinta bocca eruttiva, la più grande, a Piano del Lago a 2750 m; la sua attività, oltre ad emettere le colate laviche che distrussero il terminale della funivia dell'Etna, era anche esplosiva a carattere freatomagmatico, con emissioni di altissime colonne di cenere che ricadevano sul territorio per decine di km intorno[1].
- 20 luglio: una sesta frattura alla base del cratere di SE in direzione Valle del Leone iniziò ad emettere lava con intensa attività stromboliana; la frattura si dilatò progressivamente fino a quota 2600 m. Tutte e sei le bocche permanevano in attività mentre la quinta emise quantità elevatissime di ceneri che provocarono seri problemi alla viabilità e agli aeroporti civili e militari di Sigonella e Fontanarossa[1].
- 22 luglio: una delle colate laviche aveva già raggiunto la quota di 1060 m mentre quella proveniente dalla terza frattura travolgeva distruggendoli alcuni dei piloni della funivia a quote intorno ai 2070 m[1].
- 23 luglio: una settima frattura apertasi alla base del cratere di SE, con orientamento NO-SE, emetteva un'ulteriore colata lavica in direzione est[1].
- 24 luglio: l'attività complessiva delle bocche rallentava, la colata più minacciosa era praticamente ferma a quota 1030 m[1].

### Nasce il nuovo cratere di Piano del Lago
- 25 luglio: la quinta bocca assunse una caratteristica preminentemente stromboliana "costruendosi" attorno un cono con l'accumulo delle scorie emesse[1].
- 26 luglio: il cono di Piano del Lago aumentò vertiginosamente la sua attività esplosiva, con forti boati e lancio di massi e scorie che continuavano ad elevare l'altezza del nuovo cono; le colate laviche emesse scesero rapidamente a minacciare il Rifugio Sapienza e la stazione di partenza della funivia. A protezione delle stesse vennero erette, con attività ininterrotta dei mezzi meccanici, alte barriere protettive. La lava tuttavia continuava la sua avanzata circondando le strutture e tagliando nuovamente la SP 92[1].
- I giorni successivi mostrarono un rallentamento dei vari centri eruttivi ad eccezione della quinta bocca che continuava la sua violenta attività tra emissioni di lava che si sovrapponevano alle precedenti ed esplosioni incandescenti[1].
- 30 luglio: la violenza della lava emessa dal cono di Piano del Lago riuscì a vincere lo sforzo umano di contenimento e la stazione terminale della funivia venne coperta e arsa[1].
- Nei giorni seguenti la pressione dei fronti lavici cominciò a diminuire in quanto una nuova frattura apertasi alla base del nuovo cono emetteva lava verso la Valle del Bove rallentando il flusso verso il Rifugio.
- 1 agosto: l'attività verso la Valle del leone si arrestò; il cono di Piano del Lago cessò l'attività stromboliana emettendo tuttavia enormi quantità di ceneri che provocarono una nuova chiusura dell'aeroporto di Catania, le altre bocche mostravano segni alterni di rallentamento[1].
- 3-6 agosto: fu constatato il rallentamento di tutte le attività delle fratture e dell'emissione di cenere che cessò definitivamente il 6 agosto[1].
- 9-10 agosto: in nottata cessò del tutto ogni attività del complesso sistema eruttivo[1].

Il nuovo cratere di Piano del Lago viene comunemente indicato come il "cono del laghetto", inizialmente la dedica ad una nota personalità trovò un trasversale e nutrito coro di dissenzienti.
L'intero evento produsse almeno 8 flussi di lava oltre a numerose piccole colate e tracimazioni.
Quelle più distruttive furono quelle emesse dal nuovo cono di Piano del Lago, che inoltre fu responsabile dell'enorme quantità di prodotti piroclastici tra cui ceneri finissime.
L'eruzione è considerata dagli esperti "doppia" in quanto differenti qualitativamente sono le lave emesse dai punti eruttivi meridionali e da quelli nord-orientali; quest'ultimi hanno emesso lave di tipo comune alle altre eruzioni mentre il complesso di Piano del Lago lave di basalto alcalino contenente anfiboli e xenoliti provenienti dalla base sedimentaria del vulcano.
Nei 24 giorni sono stati emessi, a seconda delle metodologie di calcolo, da 25 milioni a 40 milioni di m³ di lava. Il volume complessivo del tefra emesso è stato stimato tra 5 e 10 milioni di m³ dei quali, oltre 4 milioni di m³ costituiscono il nuovo cono.

## Conseguenze ambientali ed economiche dell'evento
Nonostante la durata di soli 24 giorni, breve in rapporto alla violenza del fenomeno, l'eruzione ha tenuto in ansia Nicolosi ed altri centri abitati. Sono andati distrutti boschi e coltivazioni di vario genere. La strada provinciale dell'Etna, la SP 92, ha subito gravi danni ed è stata tagliata di netto in vari punti interrompendone la comunicazione con Zafferana Etnea. L'enorme quantitativo di ceneri e prodotti piroclastici ha reso difficoltose le attività di trasporto terrestre su larga parte dell'area meridionale ed orientale del vulcano. Il traffico aereo civile e militare ha subito interruzioni e limitazioni a causa dei pericoli costituiti dalla cenere vulcanica nelle piste aeroportuali. 
I raccolti della frutta e degli ortaggi sono stati in larga parte compromessi.
È stata distrutta la stazione di origine della funivia dell'Etna e vari piloni danneggiati e resi inservibili. Svariati casolari e piccole baite sono state sepolte dal manto lavico e il Rifugio Sapienza seriamente compromesso.
La continua ricaduta di ceneri su Catania e sui centri pedemontani provocò seri disagi; venne vietata per ragioni di sicurezza la circolazione dei veicoli a due ruote sul territorio cittadino. La chiusura dell'aeroporto di Fontanarossa fu totale il 21 luglio e il 1 agosto 2001. Per mesi si continuò a raccogliere con tutti i mezzi possibili l'enorme quantità di ceneri pulverulente che spesso intasarono le condotte fognarie e delle acque reflue, oltre che le grondaie e i pluviali delle costruzioni. Un ulteriore problema fu costituito dallo stoccaggio delle ceneri raccolte.

## Interventi di contrasto
Dal 26 luglio a causa dell'aumento vertiginoso dell'attività del nuovo cono di Piano del Lago, con le colate laviche emesse in direzione minacciosa del Rifugio Sapienza e della stazione di partenza della funivia venne operata una vera e propria mobilitazione di mezzi di movimento terra. A protezione delle strutture vennero erette, con attività ininterrotta dei mezzi meccanici, alte barriere protettive in terra contro le quali si ammassava la lava. La lava tuttavia continuava la sua avanzata circondando le strutture e tagliando in vari punti la SP 92, distruggendo infine la stazione della funivia.